# Антигона (представа)
Антигона је позоришна представа Народног позоришта у Београду, која је премијерно изведена 2013. године. Драма обрађује мит Антигоне коју је драматизовао Софокле.

## Подела улога
Премијерна поставка:
| Глумац                     | Улога            |
| -------------------------- | ---------------- |
| Вања Ејдус                 | Антигона         |
| Драган Мићановић           | Креонт           |
| Вјера Мујовић              | Исмена           |
| Ђурђија Цветић             | Хор              |
| Михаило Јанкетић           | Тиресија         |
| Бојан Кривокапић           | Стражар          |
| Александар Срећковић       | Гласник          |
| Слобода Мићаловић Ћетковић | Еуридика         |
| Момчило Оташевић           | Хемон            |
| Стефан Бјеладиновић        | Пратња, стражари |
| Зоран Трифуновић           | Пратња, стражари |
| Никола Лазовић             | Пратња, стражари |

Актуелна поставка:
| Глумац               | Улога            |
| -------------------- | ---------------- |
| Вања Ејдус           | Антигона         |
| Александар Срећковић | Креонт           |
| Вјера Мујовић        | Исмена           |
| Предраг Ејдус        | Хор              |
| Небојша Кундачина    | Тиресија         |
| Бојан Кривокапић     | Стражар          |
| Бојан Лазаров        | Гласник          |
| Софија Узуновић      | Еуридика         |
| Милош Ђуровић        | Хемон            |
| Милан Шавија         | Пратња, стражари |
| Зоран Трифуновић     | Пратња, стражари |